# Batanovtsi
Batanovtsi (bulgariska: Батановци) är ett distrikt i Bulgarien.   Det ligger i kommunen Obsjtina Pernik och regionen Pernik, i den västra delen av landet, 30 kilometer väster om huvudstaden Sofia.
I omgivningarna runt Batanovtsi växer i huvudsak blandskog. Runt Batanovtsi är det ganska tätbefolkat, med 185 invånare per kvadratkilometer.